# Saint-Jean-Lagineste
Saint-Jean-Lagineste – miejscowość i gmina we Francji, w regionie Oksytania, w departamencie Lot.
Według danych na rok 1990 gminę zamieszkiwało 260 osób, a gęstość zaludnienia wynosiła 21 osób/km² (wśród 3020 gmin regionu Midi-Pireneje Saint-Jean-Lagineste plasuje się na 804. miejscu pod względem liczby ludności, natomiast pod względem powierzchni na miejscu 925.).